# Казимир Володимир Вікторович
Володи́мир Ві́кторович Казими́р (28 жовтня 1953 , Чернігів ) — радянський та український військовий і науковий діяч. Проректор з наукової роботи Національного університету «Чернігівська політехніка».
Доктор технічних наук (2006), професор (2008), Заслужений діяч науки і техніки України (2021).

## Біографія
Народився 28 жовтня 1953 року в м. Чернігові.
У 1976 році закінчив з відзнакою факультет електронних обчислювальних машин Вищого військово-морського училища радіоелектроніки імені О. С. Попова (м. Петергоф) за спеціальністю «Використання електронних обчислювальних машин та автоматизація управління силами флоту» та отримав кваліфікацію інженера з радіоелектроніки.
Протягом 10 років проходив службу офіцером на Тихоокеанському флоті СРСР на посадах від інженера електронно-обчислювальної групи до начальника радіотехнічної служби підводного човна.
З 1987 по 1991 роки навчався в ад'юнктурі ВВМУРЕ ім. О. С. Попова, де у 1991 році захистив дисертацію кандидата технічних наук за спеціальністю «Озброєння та військова техніка».
З 1991 по 1992 рік проходив службу викладачем Каспійського вищого військово-морського училища імені С. М. Кірова (м. Баку).
У 1992 році звільнився в запас, має військове звання капітан 2 рангу.
Після звільнення в запас працював у системі вищої освіти України та в Національній академії наук.
У 1993 році отримав вчене звання доцента кафедри електронних обчислювальних машин та програмування.
З 2000 по 2003 роки навчався в докторантурі Інституту проблем математичних машин і систем НАН України, де у 2006 році захистив дисертацію «Модельно-орієнтоване управління інтелектуальними виробничими системами» на здобуття наукового ступеня доктора технічних наук за спеціальністю «Автоматизовані системи управління та прогресивні інформаційні технології».
У 2008 році отримав вчене звання професора кафедри комп'ютерних наук.

## Трудова діяльність
З 1971 по 1992 рік проходив службу у Збройних силах СРСР.
З 1992 по 2000 рік — доцент Чернігівського державного технологічного університету.
З 2000 по 2003 рік — докторант ІПММС НАН України.
З 2003 по 2010 роки — старший науковий співробітник, провідний науковий співробітник, керівник відділення № 1 ІПММС НАН України.
З 2006 по 2010 роки, за сумісництвом, професор Чернігівського державного інституту економіки і управління, Національного авіаційного університету, Міжнародного науково-технічного університету ім. академіка Юрія Бугая, Європейського університету.
З 2010 по 2013 роки — проректор з наукової роботи Чернігівського державного технологічного університету.
З 2013 по 2014 роки — виконувач обов'язків ректора Чернігівського державного інституту економіки та управління.
З 2014 року — проректор Чернігівського національного технологічного університету.
Загальний науково-педагогічний стаж становить більше 30 років, загальний трудовий стаж з урахуванням пільгового обчислення за період служби у Збройних Силах — більше 50 років.

## Наукова діяльність
Наукові дослідження пов'язані з розробкою методів моделювання та управління складними системами. Вперше обґрунтував підхід управління установками електронно-променевого зварювання на основі вбудованих комп'ютерних моделей.
Розробив теорію керуючих Е-мереж та новий різновид темпоральної логіки — інтервальну логіку дерева обчислень.
Розробив концепцію, методи, технології та інструментальні засоби модельно-орієнтованого управління інтелектуальними виробничими системами.
Має більше 200 опублікованих наукових праць, з яких 9 монографій та 5 навчальних посібників, 6 патентів та авторських свідоцтв.
Під керівництвом Володимира Казимира за спеціальністю «Інформаційні технології» захистились доктор технічних наук та шість кандидатів технічних наук.

## Відзнаки та нагороди
- Лауреат Державної премії України в галузі науки і техніки (2006)[2];
- Лауреат Державної премії України в галузі освіти у номінації «Вища освіта» (2017)[3];
- Заслужений діяч науки і техніки України (2021)[1];